# Karl Braunsteiner

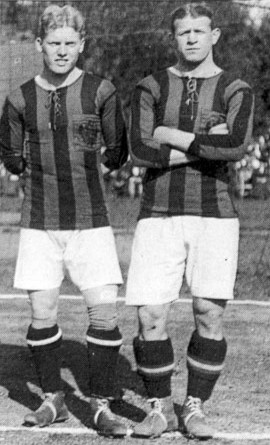
Karl Braunsteiner (links), hier mit Seppl Brandstetter von Rapid, bei den Olympischen Spielen 1912

Karl Braunsteiner (* 22. Oktober 1891 in Wien; † 19. April 1916 in Taschkent im Russischen Kaiserreich, heute Usbekistan) war ein österreichischer Fußballspieler. Mit dem den Wiener Sport-Club gewann er 1911 den Challenge-Cup und wurde im Jahr darauf mit dem Verein österreichischer Vizemeister. Mit der österreichischen Nationalmannschaft, für die er insgesamt acht Mal spielte, nahm er an den Olympischen Spielen von 1912 teil. Während des Ersten Weltkrieges starb er in Kriegsgefangenschaft.

## Leben und Wirken
Karl Braunsteiner wurde im 17. Wiener Gemeindebezirk Hernals als Sohn der aus Groß-Siegharts im Waldviertel zugezogenen Eltern Franz und Rosina (geb. Wiesinger) geboren. Er wird als junger Mann von 168 Zentimetern Größe, mit blauen Augen, "lichtblondem Haar" und kleiner Nase beschrieben. Als sein fußballerischer Entdecker gilt Willy Schmieger, selbst Nationalspieler, später Funktionär, Journalist und einer der großen Pioniere der Fußballreportage im österreichischen Radio.
Der auf allen Positionen gleich wertvolle und vielfach als "Jahrhunderttalent" eingeschätzte Braunsteiner gewann mit dem Wiener Sport-Club 1911 in den Partien gegen Ferencváros Budapest, an der Seite Schmiegers, den Challenge-Cup. 1912 wurde er mit dem Verein aus Dornbach österreichischer Vizemeister.
In der Nationalmannschaft gab er als Zwanzigjähriger am 5. Mai 1912 in Wien bei einem 1:1 gegen Ungarn sein Debüt. Im Juni und Juli des Jahres nahm er mit der Nationalmannschaft an den Olympischen Spielen in Stockholm teil. Dort bestritt er alle fünf Spiele. Österreich schied im Viertelfinale gegen die Niederlande aus, zog aber in der seinerzeit abgehaltenen "Trostrunde" ins Finale ein und verlor dort mit 0:3 gegen Ungarn, das damals noch in der Doppelmonarchie mit Österreich einen Staat bildete.
Mit der Nationalmannschaft gewann er noch 1912 in Genua mit 3:1 gegen Italien und im Mai 1914 in Wien auf dem WAC-Platz vor 22.000 Zusehern mit 2:0 gegen Ungarn, was weiland eine neue österreichische Rekordkulisse darstellte.
Bei Ausbruch des Ersten Weltkrieges wurde er in das Festungsartillerieregiment Nr. 1 eingeteilt, das sogleich zur galizischen Festung Przemyśl abkommandiert wurde, wo sich 120.000 österreichische Soldaten alsbald von Truppen der Russen umzingelt sahen. Im eisigen Winter von 1915 schlug ein Entsatz fehl. Der Festungskommandant Hermann Kusmanek von Burgneustädten versuchte im März einen verzweifelten Ausbruchsversuch, der schon am ersten Tag scheiterte. 117.000 Mann gingen in Gefangenschaft. Ein Großteil davon überlebte die grauenhaften Kriegsgefangenenlager nicht. Braunsteiner starb schon am 19. April 1916 in der Gefangenschaft in Taschkent an Flecktyphus.
Sein Bruder August Braunsteiner (9. Oktober 1896 – 27. Juni 1947) spielte ebenso für den Wiener Sport-Club sowie die Vienna.